# Apatochernes chathamensis
Apatochernes chathamensis är en spindeldjursart som beskrevs av Beier 1976. Apatochernes chathamensis ingår i släktet Apatochernes och familjen blindklokrypare. Inga underarter finns listade i Catalogue of Life.